# Augstwiessee
Der Augstwiessee ist ein in einer Mulde liegender Moortümpel im Toten Gebirge in der Steiermark, Österreich. Die Tiefe am Rand beträgt etwa 0,5 m, in der Mitte bis zu 2 m. Der annähernd kreisrunde Tümpel hat eine Torfschlammauflage die bis 0,5 m mächtig ist. Im Wasser wächst viel Chara virgata und Haarblättrige Wasserhahnenfuß (Ranunculus trichophyllus), sowie auffallende Bestände von Cyanobakterien. Das umgebende Flachmoor ist bewachsen mit Blauem Pfeifengras (Molinia caerulea), Rasenbinse (Trichophorum cespitosum), Schmalblättrige Wollgras (Eriophorum angustifolium), Gelb-Segge (Carex flava), Braun-Segge (Carex nigra). In den Schwingrasen gedeihen Schnabel-Segge (Carex rostrata) und Fieberklee (Menyanthes trifoliata).